# Noskivți, Jmerînka
Noskivți (în ucraineană Носківці) este localitatea de reședință a comunei Noskivți din raionul Jmerînka, regiunea Vinnița, Ucraina.

## Demografie
Componența lingvistică a localității Noskivți
     Ucraineană (99,35%)
     Alte limbi (0,65%)
Conform recensământului din 2001, majoritatea populației localității Noskivți era vorbitoare de ucraineană (99,35%), existând în minoritate și vorbitori de alte limbi.